# Karel Olivier z Wallisu
Karel Olivier hrabě Wallis z Karighmainu (německy Karl Olivier Graf von Wallis-Karighmain, 26. července 1837 Praha – 3. listopadu 1917 Kolešovice) byl rakouský a český šlechtic z rodu Wallisů z Karighmainu a politik, v 2. polovině 19. století poslanec Říšské rady.

## Biografie
Narodil se v Praze jako druhorozený syn Bedřicha Oliviera z Wallisu (1800–1878) a jeho první manželky hraběnky Ervíny ze Šternberka-Maderscheidu (1803–1840), dcery Františka Josefa ze Šternberka-Manderscheidu. Z druhého manželství svého otce měl sedm nevlastních sourozenců. 
Působil jako velkostatkář a majorátní pán v Kolešovicích. Od roku 1863 byl c. k. komořím. Byl členem Vlastenecko-hospodářské společnosti. V roce 1874 usedl do zemské zemědělské rady.

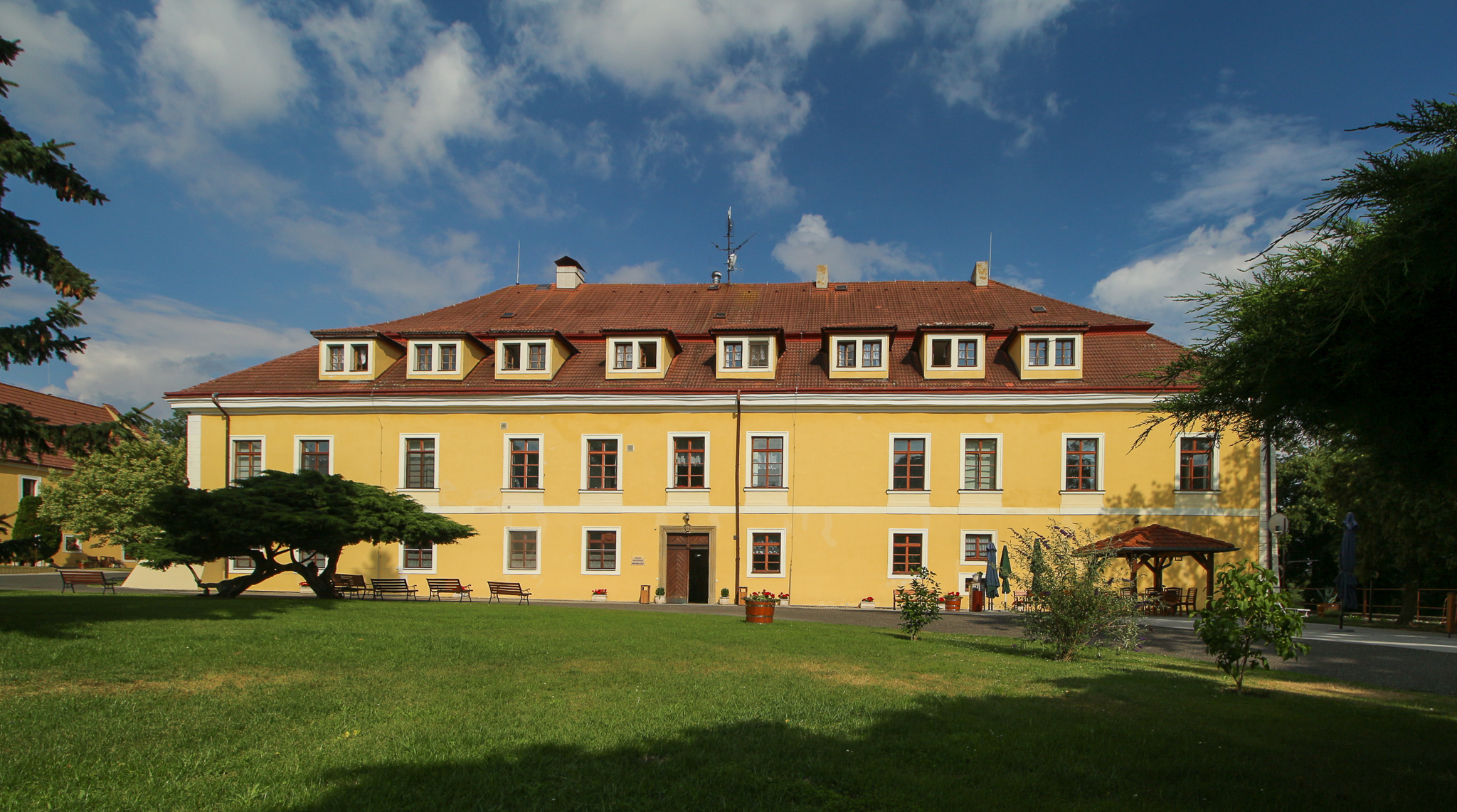
Zámek v Kolešovicích

V zemských volbách v roce 1872 byl zvolen na Český zemský sněm za kurii velkostatkářskou, nesvěřenecké velkostatky. Rezignoval před dubnem 1875. Zemský sněm ho roku 1872 delegoval i do Říšské rady (celostátní parlament, volený nepřímo zemskými sněmy). Složil slib 10. května 1872. Uspěl i v prvních přímých volbách do Říšské rady roku 1873 za velkostatkářskou kurii v Čechách. Slib složil 10. listopadu 1873. Patřil do frakce ústavověrného velkostatku, která se profilovala centralisticky a provídeňsky.

### Manželství a rodina
Dne 5. května 1873 se ve Vídni oženil s princeznou Žofií Paarovou (12. května 1850 – 10. června 1874, Vídeň), nejmladší dcerou knížete Karla Paara (1806–1881) a jeho manželky Idy Leopoldiny z Lichtenštejna (1811–1884). Žofie, od roku 1874 dáma Řádu hvězdového kříže, však zemřela již rok po svatbě, necelý měsíc po porodu svého prvního dítěte. Dcera, která dostala jméno Erwine, zemřela pár dní po smrti matky.
Po smrti manželky se již znovu neoženil a zemřel ve věku osmdesáti let v Kolešovicích.